# 신기전

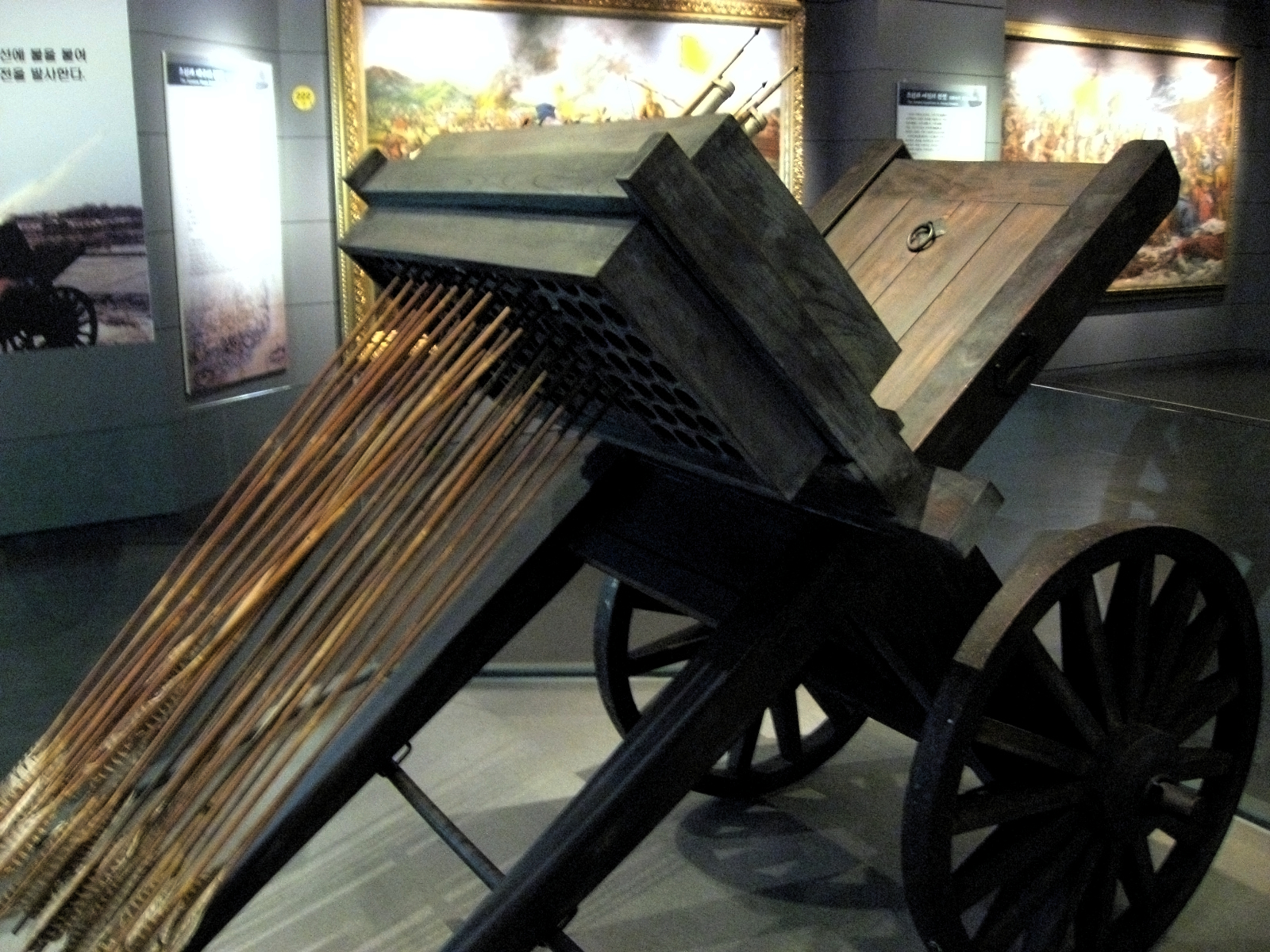
신기전과 신기전기(화차)

신기전(神機箭)은 조선시대인 1448년(세종 30년) 제작되어 17세기 이후까지 널리 생산된 고체 로켓으로, 군사적 목적의 로켓추진 화살로서 이용되었다. 세종대왕 치세의 조선은 과학기술의 연구에 힘쓴 결과 당대 기준으로 선도적인 로켓 기술을 보유하고 있었다. 신기전을 발사하기 위해 만들어진 화차인 신기전기(神機箭機)는 설계도가 남아 있는 다연장 로켓발사장치이다. 상세 제작 자료가 〈병기도설〉에 남아있어 복원 발사가 가능한 세계에서 가장 오래 되었된 로켓화기로 채연석의 연구에 의해 1975년 처음 밝혀졌다<경향신문 1975년 11월 22일자>. 채연석은 1993년 대전 엑스포 기간에 소, 중신기전과 화차를 복원하여 1993년 4월 27일 대전의 갑천변에서 처음 공개 발사시험을 하였다.
신기전은 고려시대 최무선에 의해 발명된 로켓병기인 주화(走火)를 바탕으로 만들어진 것으로 알려져 있다. <조선왕조실록>에 기록된 바에 따르면 1592년 임진왜란 당시 거북선과 함께 비장의 무기로 활용되었다고 한다. 하지만 신기전은 화약의 사용량이 너무 많고 명중률이 떨어져 실효성은 떨어졌다고 한다. 신기전은 크기와 형태에 따라 대신기전(大神機箭), 산화신기전(散火神機箭), 중신기전(中神機箭), 소신기전(小神機箭)으로 나뉜다.

## 특성
세종 29년(1447년)에는 소∙중∙대주화가 개발돼 사용된다. 이어 세종 30년(1448년)에는 신기전(神機箭)으로 이름이 바뀌어 사용된다. 신기전의 상세한 자료는 1474년 편찬된 《국조오례서례》(國朝五禮序例)의 〈병기도설〉(兵器圖說)에 남아 있다. 〈병기도설〉에는 소∙중∙대신기전 이외에 산화신기전(散火神機箭)이 추가돼 신기전의 종류는 모두 4가지로 구분된다.

### 소신기전
소신기전은 길이 110cm의 화살 앞부분에 약통이 붙어 있는 크기이다. 약통의 크기는 길이 15cm, 바깥쪽 지름이 2cm이다. 하나의 소신기전 약통엔 20g의 화약이 채워져 있다. 최근의 복원 발사시험으로 미뤄볼 때, 지면과 60도로 발사하면 평균 150m의 비행성능을 가진 것으로 평가된다. 신기전기(화차)와 결합시 한번에 100발을 난사할 수 있다. 신기전기에 100발을 장전하고 불을 붙이면 15발씩 동시에 발사된다. 소신기전의 쇠 촉에는 독약을 묻혀서 사용하였다.

### 중신기전
중신기전은 약통의 앞부분에 ‘소발화(小發火)’라는 작은 폭탄이 달렸다. 화살대는 길이 145cm, 약통 길이 20cm, 반지름이 3cm이다. 목표지점으로 날아가 약통 앞부분에 달린 소발화가 폭발하도록 설계됐다. 소발화는 종이를 원통형으로 만들고 화약을 넣고 양끝을 막아 사용하는 폭탄이다. 화약에는 쇳가루가 들어 있어 폭발할 때 파편 역할을 한다. 중신기전은 발사 각도를 조절할 수 있는 발사대나 화살통에서 1발씩 발사된다. 1451년 문종(文宗)때 화차(火車)가 개발되면서 한 번에 100발씩 쏠 수 있도록 개량됐다. 복원된 중신기전 발사실험에서 50g의 흑색화약을 넣고 60도 발사했을 때 250m를 비행했다. 중신기전은 소신기전보다 멀리 날아가고 작은 폭탄까지 달려 전투에서 무척 효과적인 화약 무기였다.

### 대신기전
대신기전은 길이 5.3m의 큰 대나무 앞부분에 길이 70cm, 지름 10cm의 대형 약통이 달렸다. 종이로 된 약통에는 최대 3kg의 흑색화약을 채운다. 약통의 앞부분에는 길이 23cm, 지름 7.5cm의 대신기전 발화통이란 대형 폭탄이 달렸다. 이 폭탄은 목표물 도착 전후에 점화선에 의해 자동으로 폭발하도록 설계되어 있다. 사정거리는 400~500m 정도다.
《조선왕조실록》에 따르면 대신기전은 압록강과 두만강 중류지방에 있던 4군 6진에서 여진족의 침략을 막기 위해 주로 사용된 것으로 보인다. 그러나 대신기전은 중신기전에 비해 60배나 많은 흑색화약을 써야 했고, 당시 가장 큰 대포였던 장군화통(將軍火筒)보다도 3배나 많은 화약을 사용하는 등 너무 많은 화약 소모량 등으로 인해 수명이 길지 않았던 것으로 보인다.

### 산화 신기전
산화신기전은 ‘불을 흩뜨리는 신기전’으로 대신기전 약통의 윗부분을 비워놓고 그곳에 로켓의 일종인 지화통(地火筒)을 소형 폭탄인 소발화통과 묶어 사용하였다. 지화통은 종이를 말아서 만들었으며 길이는 13.5cm, 지름은 2.5cm로 중신기전과 소신기전약통의 중간 정도 크기다. 지화통은 땅에 묻어놓고 적이 접근하면 불을 붙여 하늘로 불을 뿜게 하여 적을 도망가게 하는 로켓 화기의 한 종류이다. 2009년 11월 27일 산화신기전 발사실험에서 비행 중 2단 로켓인 지화통에 불을 붙이는 데 성공하였다. 산화신기전은 발사하면 포물선을 그리며 500~600m를 비행해 내려가면서 지화통이 점화되고 지화통은 소발화통이라는 폭탄과 함께 빠르게 적진으로 날아가며 폭발한다..

## 같이 보기
- 화차
- 로켓
- 《신기전》: 신기전을 소재로 2008년 개봉된 영화이다.